# فیات ای‌اس.۱
فیات ای‌اس. ۱ (به انگلیسی: Fiat_AS.1) یک هواگرد ملخ‌پیشین تک‌موتوره از نوع تفریحی ساخت شرکت Fiat است. هواگرد فیات ای‌اس. ۱ نخستین پروازش را در ۱۹۲۸ میلادی انجام داد. در مجموع، تعداد ۵۵۰ فروند از این هواگرد ساخته شده‌است.